# Sipanik
Sipanik (in armeno Սիփանիկ?) è un comune dell'Armenia di 895 abitanti (2008) della provincia di Ararat.